# Vevey
Vevey (pron. francese [vəˈvɛ]; in tedesco Vivis, desueto) è un comune svizzero di 19 780 abitanti del Canton Vaud, nel distretto della Riviera-Pays-d'Enhaut del quale è capoluogo; ha lo status di città.

## Geografia fisica
Vevey è situata sul lago Lemano.

## Storia
Vevey è citata come luogo di sosta nei diari di viaggio di alcuni pellegrini medievali che percorsero l'antica Via francigena dal Nord Europa verso Roma e Gerusalemme (Itinerario di Sigerico, Leiðarvísir). Nel resoconto dell'itinerario di Sigerico rappresentava la LIII tappa (mansio) e Sigerico di Canterbury la definì Vivaec.

Vevey, disegno Andreas Jeklin, litho H. J. Terry

Nel 1892 le località di Crosets, Faubourg-Saint-Antoine, L'Arabie, Plan-Dessous, Plan-Dessus e Sous-Crêt, già quartieri di Corsier-sur-Vevey, furono assegnate a Vevey. È stato il capoluogo del distretto di Vevey fino alla sua soppressione, nel 2008. A Vevey, nel 1909, si spense il pittore finlandese Adolf von Becker, mentre trascorreva una vacanza.

## Monumenti e luoghi d'interesse

### Architetture religiose
- Chiesa di Notre-Dame, in architettura neogotica destinata alla fede cattolica e terminata nel 1872, inserita nell'inventario dei beni culturali svizzeri d'importanza nazionale e regionale per il canone di Vaud.
- Chiesa riformata di San Martino, attestata dal XII secolo e ricostruita nel 1496[2]. Originariamente di culto cattolico, in seguito alla conquista bernese del 1536, che stabilì la Riforma protestante in Svizzera, la chiesa fu convertita al culto Riformato. Anch'essa inserita nell'inventario dei beni culturali svizzeri d'importanza nazionale e regionale per il canone di Vaud, presenta un edificio dove si fondono più stili architettonici, dall'originario romanico, del quale rimane l'abside, a successivi elementi in gotico radiante (XIII secolo) e fiammeggiante (XVI secolo) a cui risale la navata e le cappelle laterali dell'attuale edificio, opera dell'architetto muratore François de Curtine. Al suo interno spiccano un pulpito monumentale ligneo e una doppia piscina liturgica restaurata alla fine del XIX secolo con elementi preesistenti. Inoltre sono presenti due organi a canne, il più antico in stile barocco costruito da Sansone Scherrer nel 1776, il più recente, risalente al 1954, opera dell'organaro Kuhn (Orgelbau Kuhn) di Männedorf, noto per essere stato utilizzato dal tastierista Rick Wakeman per incidere i le parti d'organo nella sezione finale del brano Awaken e in Parallels dell'album Going for the One.

### Architetture civili
- Castello dell'Aile, eretto nel 1840[2].

- La piazza

- Grand Hotel de Vevey con il porticciolo e la sua spiaggia privata

## Società

### Evoluzione demografica
L'evoluzione demografica è riportata nella seguente tabella:
Abitanti censiti

## Geografia antropica
Forma insieme a Montreux e altri comuni una conurbazione di 70 000 persone.

### Quartieri
- Crosets
- Faubourg-Saint-Antoine
- L'Arabie
- Plan-Dessous
- Plan-Dessus
- Sous-Crêt

## Economia

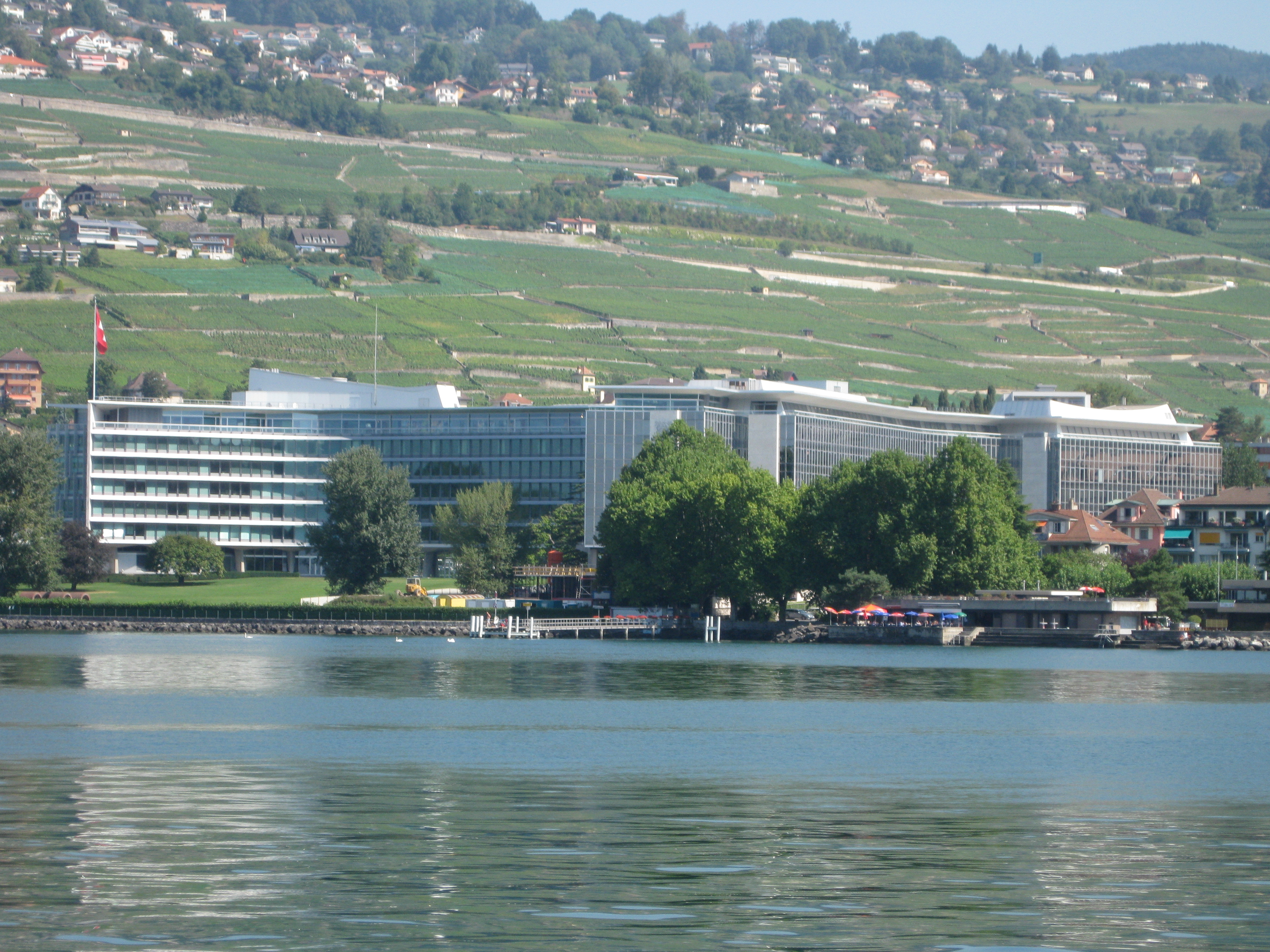
Sede Nestlé

Vevey deve il suo sviluppo economico alla sua posizione sulla riva nord-orientale del lago Lemano. All'inizio è stato un importante punto di trasbordo sulla rotta commerciale dalla Francia verso la Svizzera grigia e Berna. Le merci sono state portate via nave dalla Francia a Vevey, dove sono state caricate su carri e trasportate verso altre destinazioni.
Nel XVIII secolo, Vevey era ancora dominata dall'agricoltura. È qui che i prodotti agricoli della zona circostante venivano trasformati e commercializzati. All'epoca, il commercio comprendeva fabbriche di tabacco e tessuti, allevamenti, concerie, ma anche laboratori di marmo e orologeria, che inizialmente si svolgevano in casa.
All'inizio del XIX secolo, la città si trasformò rapidamente in un sito industriale e, con il passare del secolo, subì un cambiamento strutturale verso le grandi imprese. In questo periodo nascono la Caisse d'Epargne Riviera, la prima cassa di risparmio del cantone di Vaud (1814), l'apertura degli Ateliers de constructions mécaniques de Vevey (1842) e la creazione della fabbrica di tabacco Rinsoz & Ormond (1852). Vevey diventa un importante centro dell'industria del cioccolato: sotto François-Louis Cailler, nel 1819 viene fondata la prima fabbrica di cioccolato in Svizzera. Nel corso del XX secolo ci sono state diverse crisi, come nell'industria orologiera negli anni '30 e nel turismo durante la seconda guerra mondiale. Di conseguenza, la diversificazione ha avuto luogo in molti settori economici. La recessione del 1974 e del 1975 ha colpito duramente anche il settore, provocando la chiusura di numerosi impianti e, in definitiva, un calo demografico di circa 2000 persone in 10 anni.
Oggi a Vevey ci sono circa 11.000 posti di lavoro. Con lo 0,5% della forza lavoro ancora impiegata nel settore primario, l'agricoltura è diventata priva di significato. Circa il 15% della forza lavoro è impiegato nel settore industriale, mentre l'85% della forza lavoro è impiegato nel settore dei servizi (al 2001).
L'azienda più importante fino ad oggi è Nestlé S.A., il più grande gruppo alimentare del mondo, con sede a Vevey. Numerose sono anche le altre aziende del settore alimentare e delle bevande, dell'industria farmaceutica, della stampa e dell'editoria, della meccanica di precisione e della microtecnologia. Vevey è anche sede di banche e compagnie di assicurazione, delle autorità comunali e distrettuali e dell'azienda di servizi energetici Holdigaz. La città ha due ospedali regionali, l'Hôpital de la Providence (dal 1933) e l'Hôpital du Samaritain (dal 1956).

## Infrastrutture e trasporti

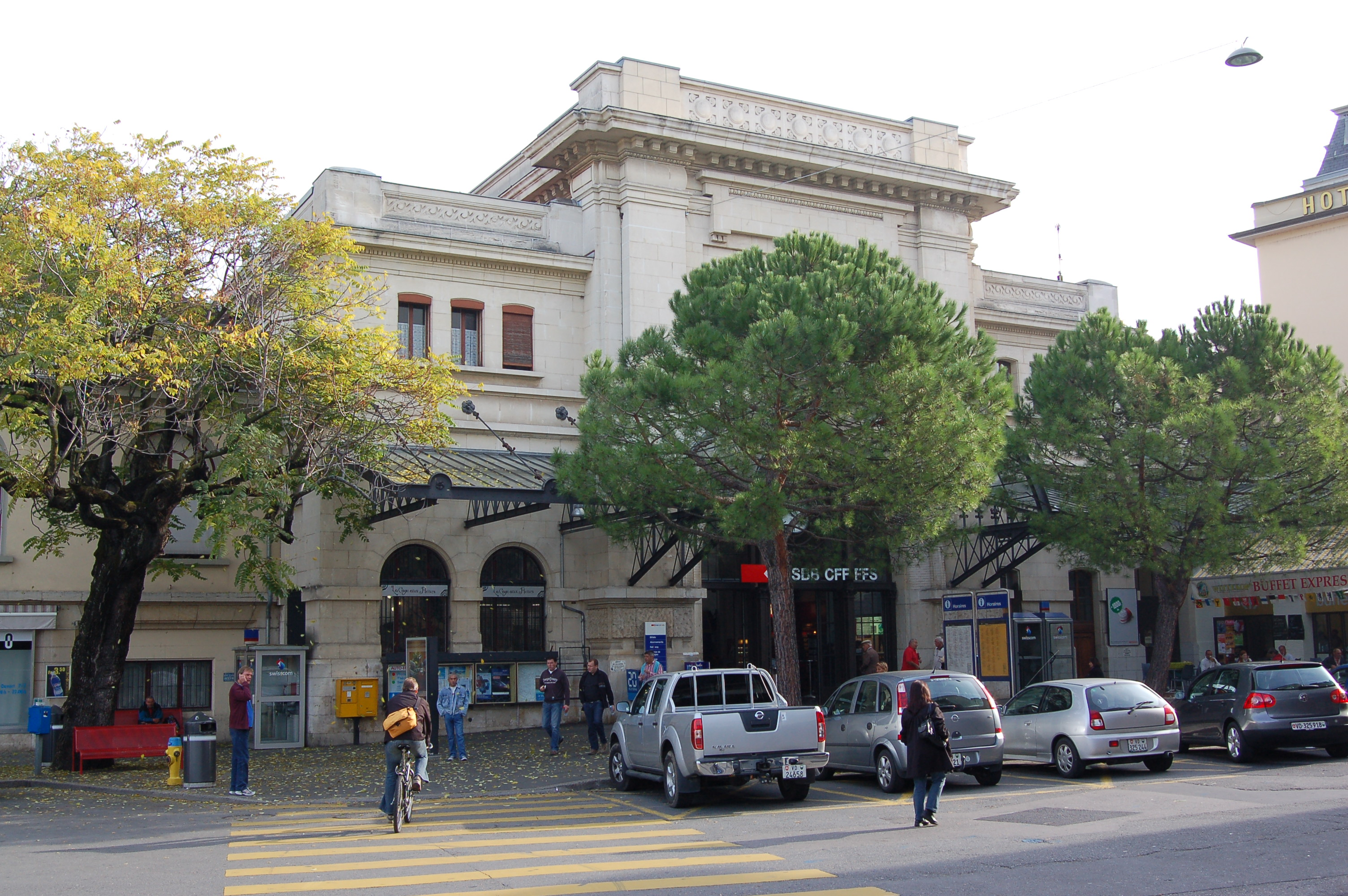
La stazione di Vevey

Vevey è servita dall'omonima stazione, sulla ferrovia Losanna-Briga, ed è capolinea della ferrovia Vevey-Blonay-Les Pléiades, della ferrovia Vevey-Chexbres e della funicolare Vevey-Mont-Pèlerin.

## Amministrazione
Ogni famiglia originaria del luogo fa parte del cosiddetto comune patriziale e ha la responsabilità della manutenzione di ogni bene ricadente all'interno dei confini del comune.

## Sport
A Vevey hanno sede la squadra di calcio Football Club Vevey Sports 05, quella di football americano Riviera Saints e quella di hockey su ghiaccio Vevey Hockey Club.